# Rise (The Answer)
Rise è l'album di debutto del gruppo musicale rock The Answer. L'album ha ricevuto una buona accoglienza dalla critica inglese ed ha venduto 30000 copie in Europa e 10000 in un solo giorno in Giappone. I singoli estratti dall'album sono ben cinque, Never Too Late, Into The Gutter, Under The Sky, Come Follow Me and Be What You Want.

## Brani
1. Under the Sky - 4:09
2. Never Too Late - 3:56
3. Come Follow Me - 4:10
4. Be What You Want - 3:45
5. Memphis Water - 6:08
6. No Questions Asked - 3:27
7. Into the Gutter - 4:03
8. Sometimes Your Love - 4:13
9. Leavin' Today - 2:59
10. Preachin' - 5:57
11. Always - 5:12

## Singoli estratti
- Never Too Late
- Into The Gutter
- Under The Sky
- Come Follow Me
- Be What You Want

## Formazione
- Cormac Neeson - voce
- Paul Mahon - chitarra
- Micky Waters - basso
- James Heatley - batteria